# Râul Valea Brădeștilor
Râul Valea Brădeștilor este un curs de apă, unul din brațele care formează râului Valea Cheii.  

## Hărți
- Harta Munții Apuseni
- Harta Județul Alba
- Harta Munții Trascău  Arhivat în 11 octombrie 2008, la Wayback Machine.